# Adolf von Wyle
Adolf von Wyle war ein deutscher Ritter und Vogt des 13. Jahrhunderts und Ministeriale Graf Adolfs von Berg.
Den spärlichen Geschichtsquellen kann man entnehmen, dass ein Ritter Adolph von Wiehl als historische Persönlichkeit existiert hat. Unter den Vögten des zur Grafschaft Berg gehörenden Amtes Windeck taucht als erster ein Adolphe de Wile, advocato de Wintecgin (Windeck) im Jahre 1260 auf. In anderen Urkunden aus gleicher Zeit heißt er auf Deutsch Her Ailf van Wiele. Sein Titel Advocatus ist am besten mit Vogt zu übersetzen (Gottfr. Corbach: Beiträge zur Bergischen Geschichte).
Andere Heimatforscher bekunden, ein Adolf von Wyle habe um 1250 seine Herrschaft, die von Bieberstein bis zur Wiehlmündung reichte, dem Grafen Adolf V. von Berg zum Lehen aufgetragen und sei in dessen Dienste getreten. Er wurde Erztruchsess (Haushofmeister) des bergischen Grafen und eben auch dessen Vogt zu Windeck. Nach Adolphs Tod wurde die Herrschaft Wiehl (1267) an den Grafen Conrad von Elverfeld verschenkt, in dessen Familie sie sich über hundert Jahre vererbte. (P. Maurer: Oberberg. Heimatbuch o. J.)
Sein Beiname lässt vermuten, dass der bergische Ministeriale Adolph auch eine Funktion in Wiehl hatte, das ist aber nicht belegt. Ein grundherrlicher Hof oder Hofverband wie der des Stiftes St. Cassius zu Wiehl wurde in der Regel als Untervogtei (Vogtei Wiehl) geführt und verwaltet. (Ulrich Melk: Chronik von Wiehl, 2001)
Wo Adolph von Wyle einen Amts- oder Wohnsitz in Wiehl hatte, ist nicht überliefert. Es ist auch nicht bekannt, ob es ein Festes Haus oder etwas Ähnliches war.